# Рудник (Винницкая область)
Рудник (укр. Рудник) — посёлок, входит в Крыжопольский район Винницкой области Украины.
Население по переписи 2001 года составляло 82 человека. Почтовый индекс — 24624. Телефонный код — 4340. Занимает площадь 0,22 км². Код КОАТУУ — 521985507.

## История
В 1946 году указом ПВС УССР хутор Ратунда переименован в Рудник.

## Местный совет
24624, Вінницька обл., Крижопільський р-н, с. Вільшанка, вул. Тельмана, 13, тел. 2-95-31; 2-95-42 (укр.)